# Riesenberg (Teutoburger Wald)
Der Riesenberg ist ein 286 m ü. NHN hoher Berg im Teutoburger Wald bei Stapelage im nordrhein-westfälischen Kreis Lippe.

## Geographie
Der Riesenberg liegt im Naturpark Teutoburger Wald/Eggegebirge an der Stapelager Schlucht, westlich vom Stapelager Berg (364,6 m), und östlich von Hunneckenkammer (325,7 m), Mämerisch (310,2 m) und Ravensberg (304,4 m). Zwei Kilometer östlich befindet sich der Lagenser Ortsteil Stapelage.